# Chelsea Hodges
Chelsea Hodges (ur. 27 czerwca 2001) – australijska pływaczka specjalizująca się w stylu klasycznym.
W 2021 roku na igrzyskach olimpijskich w Tokio wraz z Kaylee McKeown, Emmą McKeon i Cate Campbell zdobyła złoty medal w sztafecie 4 × 100 m stylem zmiennym. Australijki z czasem 3:51,60 ustanowiły nowy rekord olimpijski i rekord kontynentu. Na dystansie 100 m stylem klasycznym Hodges zajęła dziewiąte miejsce z czasem 1:06,60.